# Cascade River (Oberer See, Minnesota)
Der Cascade River ist ein Zufluss des Oberen Sees im US-Bundesstaat Minnesota.
Der Cascade River hat seinen Ursprung im Cascade Lake, etwa 20 km nordwestlich von Grand Marais. Er fließt anfangs ein kurzes Stück in östlicher Richtung, wendet sich dann aber nach Süden. Er mündet schließlich zwischen den Orten Grand Marais und Lutsen in den Oberen See. Der Unterlauf des Flusses befindet sich im Cascade River State Park. Der Cascade River hat eine Länge von 27,5 km.